# Trofeo Banca Popular de Vicenza
El Trofeo Banca Popular de Vicenza (oficialmente: Trofeo Piva Banca Popolare di Vicenza; también llamada Trofeo Piva Banca Popular de Vicenza) es una carrera ciclista de un día Italiana, limitada a corredores sub-23, que se disputa en Vicenza (provincia de Vicenza) y sus alrededores, en el mes de abril aunque en 2005 se disputó en julio. 
Creada en 2001 como amateur, ya desde el 2002 estuvo catalogada con la máxima categoría para carreras amateur para corredores sub-23: 1.7.1 Desde la creación de los Circuitos Continentales UCI en 2005 forma parte del UCI Europe Tour los dos primeros años en la categoría 1.2 (última categoría del profesionalismo) y después en la categoría específica creada en 2007 para corredores sub-23, pero también dentro de la última categoría del profesionalismo: 1.2U. A lo largo de los años su denominación oficial ha cambiado levemente quitándose de él la palabra "Piva", aunque se le suele añadir dicha palabra extraoficialmente al referirse a ella.
Su recorrido siempre ha tenido entre 171 y 177 km.

## Palmarés
En amarillo: edición amateur.
| Año                             | Ganador              | Segundo              | Tercero              |
| Trofeo Piva                     |                      |                      |                      |
| ------------------------------- | -------------------- | -------------------- | -------------------- |
| 1955                            | Giuseppe Vanzella    |                      |                      |
| 1957                            | Giuliano Bernardele  |                      |                      |
| 1958                            | Dino Liviero         |                      |                      |
| 1959                            | Vendramino Bariviera |                      |                      |
| 1960                            | Guido De Rosso       |                      |                      |
| 1961                            | Aldo Beraldo         |                      |                      |
| 1962                            | Mario Maino          |                      |                      |
| 1963                            | Flaviano Vicentini   |                      |                      |
| 1964                            | Giorgio Gobessi      |                      |                      |
| 1965                            | Battista Monti       |                      |                      |
| 1966                            | Luciano Soave        |                      |                      |
| 1967                            | Marino Conton        |                      |                      |
| 1968                            | Marino Conton        |                      |                      |
| 1969                            | Rino Carraro         |                      |                      |
| 1970                            | Pietro Poloni        |                      |                      |
| 1971                            | Jiří Vilček          |                      |                      |
| 1972                            | Gino Fochesato       |                      |                      |
| 1973                            | Serge Parsani        |                      |                      |
| 1974                            | Gilberto Romagnoli   |                      |                      |
| 1975                            | František Kališ      |                      |                      |
| 1976                            | Nazzareno Berto      |                      |                      |
| 1977                            | Paolo Cambi          |                      |                      |
| 1978                            | Fausto Stiz          |                      |                      |
| 1979                            | Guido Bontempi       |                      |                      |
| 1980                            | Guido Bontempi       |                      |                      |
| 1981                            | Antonio Leali        |                      |                      |
| 1982                            | Giancarlo Bada       |                      |                      |
| 1983                            | Emilio Ravasio       |                      |                      |
| 1984                            | Roberto Pagnin       |                      |                      |
| 1985                            | Stefan Brykt         |                      |                      |
| 1986                            | Maurizio Fondriest   |                      |                      |
| 1987                            | Fabio Parise         |                      |                      |
| 1988                            | Fausto Boreggio      |                      |                      |
| 1989                            | Andrea Tozzo         | Gianluca Bordignon   |                      |
| 1990                            | Fabio Baldato        | Andrea Tozzo         | Gianluca Bordignon   |
| 1991                            | Lars Wahlqvist       | Stefano Checchin     | Mauro Bettin         |
| 1992                            | Gianluca Gorini      | Mauro Bettin         | Davide Rebellin      |
| 1993                            | Remo Pasinelli       | Marco Rosani         | Nicola Loda          |
| 1994                            | Ruggero Borghi       | Daniele Sgnaolin     | Alessandro Calzolari |
| 1995                            | Gabriele Dalla Valle | Stefano Dante        | Walter Pedroni       |
| 1996                            | Marzio Bruseghin     | Gorazd Stangelj      | Giuliano Figueras    |
| 1997                            | Emanuele Negrini     | Maurizio Vandelli    | Ruslan Ivanov        |
| 1998                            | Roberto Fortunato    | Gianluca Tonetti     | Nicola Ramacciotti   |
| 1999                            | Roberto Savoldi      | Oleksandr Fedenko    | Mirko Marini         |
| 2000                            | Kim Kirchen          | Lorenzo Bernucci     | Manuel Bortolotto    |
| Trofeo Banca Popular Piva       |                      |                      |                      |
| 2001                            | Yaroslav Popovych    | Giampaolo Caruso     | Lorenzo Bernucci     |
| 2002                            | Mirco Lorenzetto     | Claudio Corioni      | Serguéi Lagutín      |
| 2003                            | Alexandre Bazhenov   | Mirko Allegrini      | Denys Kostyuk        |
| 2004                            | Janez Brajkovič      | Jure Zrimšek         | Błażej Janiaczyk     |
| 2005                            | Marco Vivian         | Grega Bole           | Alessandro Bazzana   |
| Trofeo Banca Popular de Vicenza |                      |                      |                      |
| 2006                            | Ermanno Capelli      | Jan Almblad          | Manuel Belletti      |
| 2007                            | Manuel Belletti      | Grega Bole           | Alessandro Colo      |
| 2008                            | Roman Maximov        | Mirko Battaglini     | Andrey Klyuev        |
| 2009                            | Davide Cimolai       | Cesare Benedetti     | Andrea Piechele      |
| 2010                            | Andrea Pasqualon     | Michael Matthews     | Daniele Aldegheri    |
| 2011                            | Richard Lang         | Sonny Colbrelli      | Michele Simoni       |
| 2012                            | Jay McCarthy         | Stanislau Bazkhou    | Klemen Stimulak      |
| 2013                            | Michele Scartezzini  | Simone Andreetta     | Calvin Watson        |
| 2014                            | Gregor Mühlberger    | Alexander Foliforov  | Robert Power         |
| 2015                            | Felix Großschartner  | Artem Nych           | Davide Gabburo       |
| 2016                            | Tao Geoghegan Hart   | Patrick Müller       | Marco Tecchio        |
| 2017                            | Mark Padun           | Seid Lizde           | Alexandr Riabushenko |
| 2018                            | Paolo Baccio         | Robert Stannard      | Jake Stewart         |
| 2019                            | Georg Zimmermann     | Samuele Rivi         | Giovanni Aleotti     |
| 2020                            | No se celebró        |                      |                      |
| 2021                            | Juan Ayuso           | Luca Colnaghi        | Antonio Puppio       |
| 2022                            | Martin Marcellusi    | Marco Frigo          | Germán Darío Gómez   |
| 2023                            | Giacomo Villa        | Alessio Martinelli   | Davide De Pretto     |
| 2024                            | Pavel Novák          | Alessandro Pinarello | Diego Pescador       |
| 2025                            | Filippo Turconi      | Duarte Marivoet      | César Macías         |

## Palmarés por países
| País            | Victorias |
| --------------- | --------- |
| Italia          | 51        |
| Rusia           | 2         |
| Australia       | 2         |
| Austria         | 2         |
| Ucrania         | 2         |
| Checoslovaquia  | 2         |
| Suecia          | 2         |
| Eslovenia       | 1         |
| Reino Unido     | 1         |
| Luxemburgo      | 1         |
| Alemania        | 1         |
| España          | 1         |
| República Checa | 1         |